# Kriegswinter (Buch)
Kriegswinter (niederländisch: Oorlogswinter) ist ein Buch von Jan Terlouw von 1972. In der Geschichte geht es um den 15-jährigen Michiel, der in dem fiktiven Dorf De Vlank lebt, in Nord-Veluwe. Im letzten Winter des Zweiten Weltkriegs verwickelt er sich mehr und mehr in illegale Aktivitäten, die gegen die deutschen Besatzer gerichtet sind.
Das Buch wurde 1973 mit dem Gouden Griffel ausgezeichnet, einem der Hauptpreise für niederländische Jugendliteratur. 1974 erschien es auf der Honour List des Hans Christian Andersen Award. 1975 wurde eine auf der Handlung basierende gleichnamige TV-Serie unter den Regie von Aart Staartjes produziert. 2008 kam die Verfilmung „Oorlogswinter“ (deutsch: „Mein Kriegswinter“) in die niederländischen und belgischen Kinos. 2012 erschien das Buch in deutscher Übersetzung.

## Ausgaben (Auswahl)
- Jan Terlouw: Oorlogswinter. Lemniscaat, Rotterdam 1972, ISBN 978-90-6069-118-2.
- Jan Terlouw: Kriegswinter. Urachhaus, Stuttgart 2012, ISBN 978-3-8251-7825-3.